# Carybdeida
Carybdeida es un orden de medusa de caja. Hay cinco familias dentro del orden. Se distinguen de otras medusas de caja por la presencia de bases musculares no ramificadas en las esquinas de la umbrela. La mayoría de las especies tienen cuatro tentáculos.

## Clasificación
La clasificación en familias de los aribdeidos está sujeta a controversia:
Según el NCBI, y el WoRMS:
- Orden Carybdeida Gegenbaur, 1857 (= Cubomedusae Haeckel, 1880)
  - Familia Alatinidae Gershwin, 2005
  - Familia Carukiidae Bentlage, Cartwright, Yanagihara, Lewis, Richards & Collins, 2010
  - Familia Carybdeidae Gegenbaur, 1857
  - Familia Tamoyidae Haeckel, 1880
  - Familia Tripedaliidae Conant, 1897

Según el SIIT:
- Orden Carybdeida
  - Familia Carybdeidae

Según ADW:
- Orden Cubomedusae
  - Familia Alatinidae
  - Familia Carybdeidae
  - Familia Tamoyidae

Según Catalogue of Life:
- Orden Cubomedusae
  - Familia Alatinidae
  - Familia Carybdeidae
  - Familia Tamoyidae